# مخبأة في الغابة (فلم 2014)
مخبأة في الغابة (بالإنجليزية: Hidden in the Woods) هو فيلم جريمة أُنتج في الولايات المتحدة وصدر في عام 2014 من إخراج باتريسيو فالاداريس وبطولة مايكل بين .  الفيلم من بطولة جينيفر بلانك وويليام فورسيث .  

## قصة
يحكي فيلم قصة شقيقتين نشأتا في عزلة ، وتعرضتا لعذاب والدهما المسيء والمتاجر بالمخدرات. عندما قرروا أخيرًا إبلاغ الشرطة عنه ، قتل الضابطين ووُضع في السجن. لكن الأمور تسير من سيئ إلى أسوأ عندما يتعين على الفتيات الرد على عمهن كوستيلو ، زعيم مخدرات ذهاني ، يظهر بحثًا عن بضاعته المفقودة والمخبأة في الغابة

## الممثلين
- مايكل بين في دور أوسكار كروكر
- جانين كاسبار بدور آنا
- إليكترا أفيلان بدور آني
- كريس براوننج في دور جيد جيمس
- وليام فورسيث في دور العم كوستيلو

## إنتاج
تم تصوير الفيلم في ولاية تكساس .  

## روابط خارجية
- مقالات تستعمل روابط فنية بلا صلة مع ويكي بيانات